# Amman (fonction)

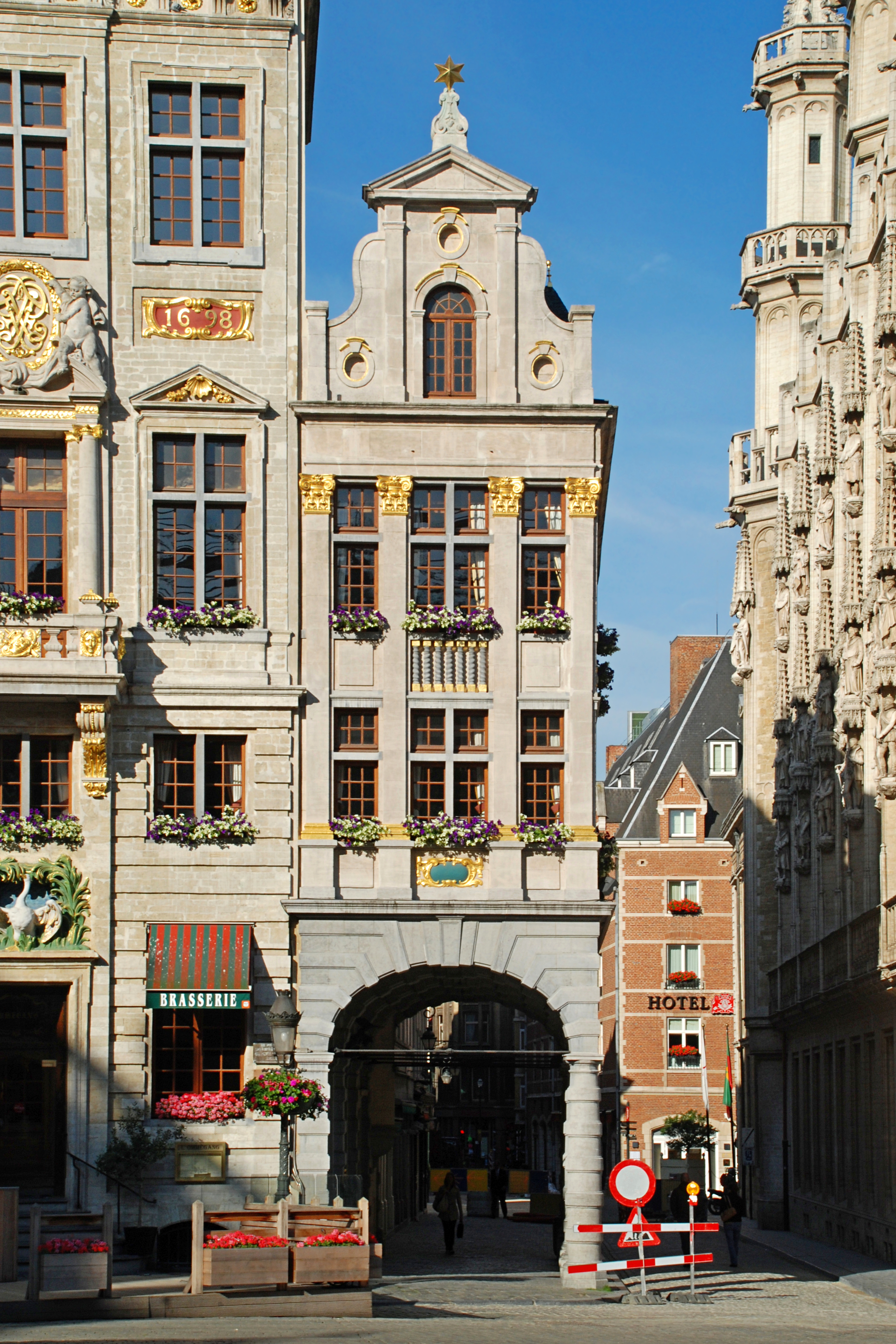
La Maison de l'Étoile, sur la Grand-Place de Bruxelles, local de l'Amman de Bruxelles à partir du XIVe siècle.

Pour les articles homonymes, voir Amman (homonymie).
L'amman, en latin ammanus ou praetor urbanus, est un titre donné à des magistrats locaux dans les régions de droit germanique au Moyen Âge.
Selon le Larousse, il s'agit du "titre donné à certains magistrats locaux brabançons, flamands, lorrains, suisses, etc., dont les attributions sont variables".

## Dans le Brabant
La fonction d’amman, qui existait aussi à Anvers, fut surtout importante à Bruxelles, capitale de fait puis de droit du Duché de Brabant.
L'Amman représentait dans sa fonction le pouvoir judiciaire du duc lui-même qui, de ce fait, le nommait directement.
C'est le nom donné dans le duché de Brabant à l'officier royal, auprès du magistrat, chef suprême de l'exercice judiciaire dans les diverses circonscriptions judiciaires ou ammanies, qui en cette époque où la séparation des pouvoirs n'existait pas, était à la fois juge, accusateur, chef de la "police" (pour user d'un mot actuel), responsable des prisons, etc.

### L'ammanie de Bruxelles
L'ammanie de Bruxelles était divisée depuis 1334 en six mairies : Vilvorde, Campenhout, Rhode-Saint-Genèse, Asse, Merchtem et Capelle-au-Bois.
Ce notable bruxellois « était chef-justicier dans la ville » et présidait le tribunal composé par les échevins de la Ville, en sa qualité de représentant direct du prince,. L'Amman assurait également la police des spectacles : « nulle pièce n'était représentée sans son assentiment préalable », prérogative qui « lui donnait le droit d'occuper au théâtre la loge du premier rang ».
À Bruxelles, la fonction d'amman a rapidement supplanté celle de vicomte qui, à l'origine avait une fonction presque semblable, mais qui, étant héréditaire, échappait de ce fait au duc, qui préféra valoriser l’amman choisi par lui parmi ses hommes liges.
Il lui était adjoint à Bruxelles un lieutenant-amman.